# ملك
المَلِك (بفتح الميم وكسر اللام) هو لقب يحمله شخص يمارس سلطة على أرض ومجموعة من البشر، ومؤنثه «مَلِكة».

## لغة
ورد في معجم المعاني الجامع التعريف التالي:
المَلِكُ: صفة مشبَّهة تدلّ على الثبوت من ملَكَ: صاحب الأمر والسّلطة على أمّة أو بلاد، شخص يحكم أو يتولّى الملك في منطقة بحكم الوراثة ولمدى الحياة.

## الاستعمالات
استعمل لقب الملك في كثير من الدول والممالك عبر التاريخ. فنجده عريق في بعض الدول الأوروبية، مثل بريطانيا وإسبانيا. أما في العالم الإسلامي فقد ظهر بداية في الأندلس بعد سقوط حكم الأمويين، فظهر ملوك الطوائف.
و في العصر الحديث أنتجت دول كثيرة النظام الملكي كنظام حكم. وظهر لقب الملك في الدول العربية مثل الأردن والمغرب والسعودية والبحرين، واختفى من مصر والعراق واليمن وليبيا وسوريا.